# Pesci d'oro e bikini d'argento
Pesci d'oro e bikini d'argento è un film del 1961, diretto da Carlo Veo.

## Trama
A Ferragosto viene indetto uno stranissimo concorso: le ragazze della spiaggia, telefonando nelle varie case, dovranno cercare di trovare persone che passano il Ferragosto a casa; queste persone dovranno ascoltare una canzone e indovinarla, vincendo così un pesce d'oro, mentre le ragazze vinceranno un bikini d'argento. Gli episodi del film si svolgono in varie località italiane: Venezia, Roma, Portofino, Taormina e Napoli.